# Alfred d'Erbach-Fürstenau (homme politique, 1813)
Pour les articles homonymes, voir Erbach.
Ne doit pas être confondu avec Alfred d'Erbach-Fürstenau (homme politique, 1905).
Le comte Raymond Alfred Frédéric François Auguste Maximilien d'Erbach-Fürstenau (né le 6 octobre 1813 à Fürstenau (de) et mort le 25 octobre 1874 à Bad Wildungen) est un noble et homme politique hessois. Il est député et président de la 1re Chambre des États du grand-duché de Hesse (de).

## Origine
Issu de la maison d'Erbach (de), ses parents sont le comte Albert Auguste Louis d'Erbach-Fürstenau (de) (1787-1851) et sa femme Sophie de Hohenlohe-Neuenstein-Ingelfingen (1788-1859).

## Biographie
Il fait ses études au lycée de Michelstadt puis au lycée de Tübingen. Il étudie ensuite l'académie militaire de Louisbourg (Wurtemberg).
En 1832, il s'inscrit à l'Université de Heidelberg. Il étudie ensuite le droit et les sciences politiques aux universités de Marbourg et de Berlin. lLe 7 novembre 1838, il prête serment comme député dans la première Chambre du 8e parlement du Grand-duché de Hesse à Darmstadt. Il reste député jusqu'en 1841.
Alfred comte d'Erbach-Fürstenau entre au service militaire autrichien en tant que lieutenant en 1841, où il est promu lieutenant en 1843. De 1844 à 1849, il représente son père à la première chambre des 10e-11e parlements du Grand-duché de Hesse à Darmstadt, bien qu'il a été dispensé du service militaire en 1848/49. Néanmoins, en 1845, il est nommé capitaine d'infanterie. En 1848, il est aide de camp du général de cavalerie lors de la campagne contre la Hongrie.
En juillet 1851, il succède à son père décédé Albert d'Erbach-Fürstenau (de) en tant que successeur du domaine, mais en octobre 1852, il est de nouveau capitaine au service autrichien. En 1854, il y est promu major. Depuis 1856, il est membre de la première chambre des 15e au 21e parlements du Grand-duché de Hesse à Darmstadt et depuis 1866 également son premier président.
Après l'union ecclésiastique entre réformés et luthériens de Hesse-Darmstadt, il appartient à l'Église évangélique luthérienne indépendante de Hesse à partir de 1877, puisque le pasteur confessionnel luthérien récalcitrant Christian Müller (mort en 1892) est éducateur et aumônier de la maison d'Erbach-Fürstenau.

## Famille
Alfred d'Erbach-Fürstenau se marie avec Louise (Lisi), princesse de Hohenlohe-Ingelfingen (née le 25 mars 1835 à Breslau et mort le 15 juillet 1913 dans le pavillon de chasse de Krähberg (de)). Elle est la fille du ministre-président prussien Adolphe de Hohenlohe-Ingelfingen. Le couple a 10 enfants :
- Adalbert Adolphe Louis Edgar Hugo Eberhard (de) (né le 2 février 1861 et mort le 28 septembre 1944) marié en 1900 avec la princesse Élisabeth de Salm-Horstmar (de) (née le 18 décembre 1870 et morte le 4 juillet 1953)
- Georges Botho Jean (né le 16 avril 1863 et mort le 5 mai 1863)
- Marie-Thérèse Louise Thècle Adélaïde Clothilde Jeanne (née le 16 avril 1863 et morte le 9 mai 1863)
- Gertrude Agnès Louise Luitgarde Élise (née le 25 juillet 1864 et morte le 10 décembre 1919)
- Elias Karl Otto Gustav (de) (né le 11 décembre 1866 et mort le 11 septembre 1950) marié en 1921 avec Ulrike Tornow (née le 9 février 1874 et morte le 13 mai 1943)
- Raymond Frédéric Craft Charles (né le 21 février 1868 et mort le 2 janvier 1926) Lieutenant-colonel austro-hongrois marié en 1921 marié avec la princesse Hélène de Solms-Braunfels (née le 15 février 1890 et morte le 22 octobre 1969)
- Thérèse Hélène Adélaïde Jeanne (de) (née le 9 juin 1869 et morte le 21 décembre 1927) mariée en 1889 avec le prince Frédéric-Charles II de Hohenlohe-Waldenbourg-Schillingsfürst (de) (né le 26 septembre 1846 et mort le 6 octobre 1924)
- Marie Charlotte Emma (née le 14. septembre 1870 et morte le 14 mars 1949) mariée en 1909 avec le comte Guillaume-Charles von Oeynhausen-Sierstorpff (de) (né le 18 juillet 1860 et mort le 1er avril 1922)
- Adolphe Craft Louis (né le 30 décembre 1871 et mort le 13 août 1915) Hauptmann austro-hongrois, tué sur le front de l'Est
- Joseph Botho Reinhard (né le 10 juillet 1874 et mort le 21 avril 1963) marié en 1921 avec la princesse Marie-Agnès de Solms-Braunfels (née le 5 décembre 1888 et mort le 7 mars 1976)